# Chris Preobrazenski
Chris Preobrazenski es un deportista canadiense que compitió en judo. Ganó dos medallas de bronce en los Juegos Panamericanos de 1975, en las categorías de –93 kg y abierta.

## Palmarés internacional
| Juegos Panamericanos | Juegos Panamericanos      | Juegos Panamericanos | Juegos Panamericanos |
| Año                  | Lugar                     | Medalla              | Categoría            |
| -------------------- | ------------------------- | -------------------- | -------------------- |
| 1975                 | Ciudad de México (México) | Medalla de bronce    | –93 kg               |
| 1975                 | Ciudad de México (México) | Medalla de bronce    | Abierta              |